# Os Conjurados

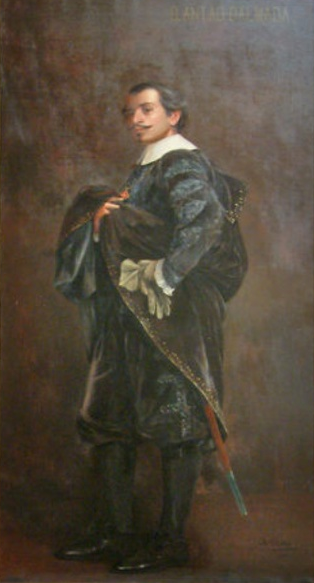
Antão de Almada, um dos líderes da conspiração.

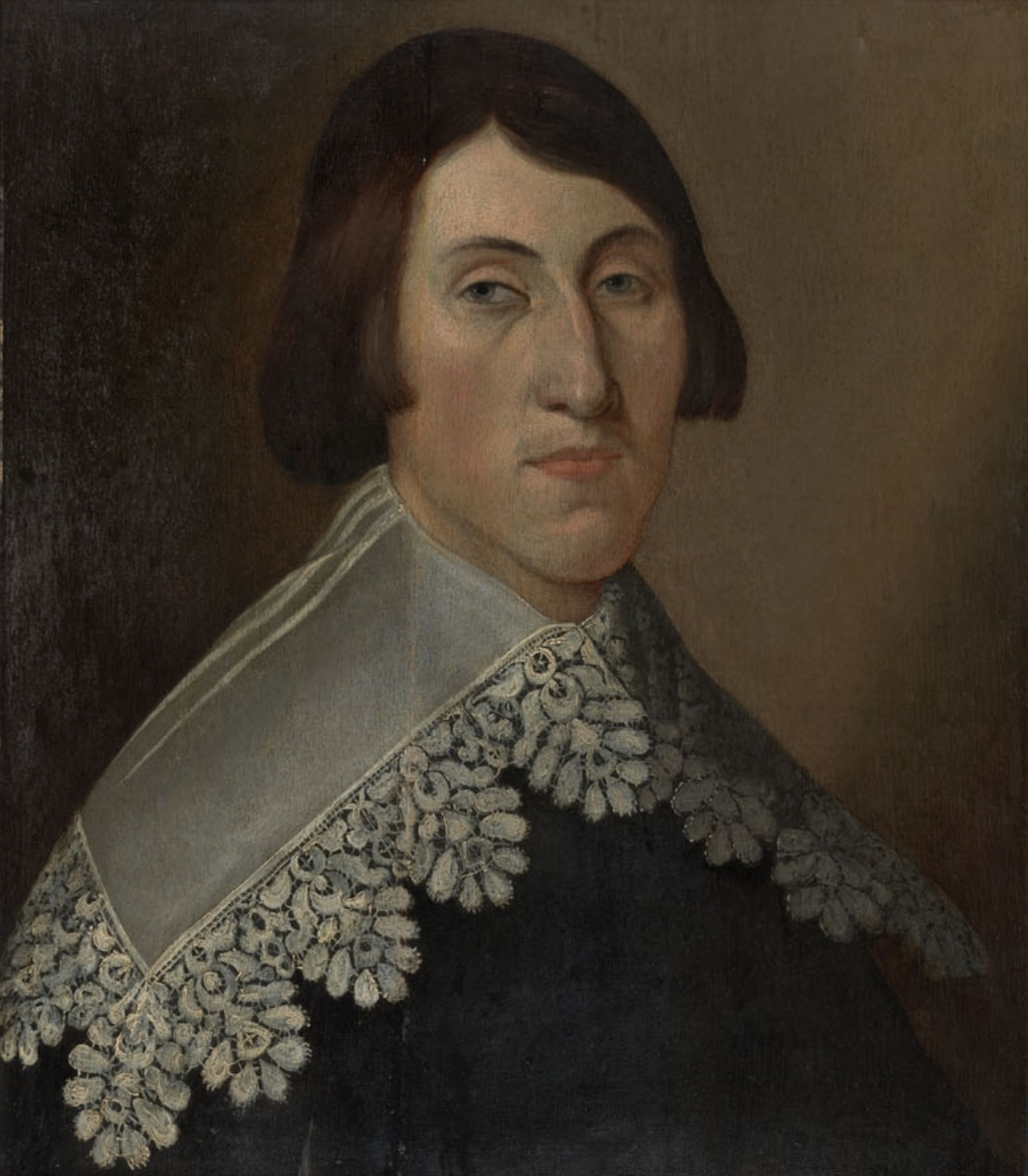
João Pinto Ribeiro

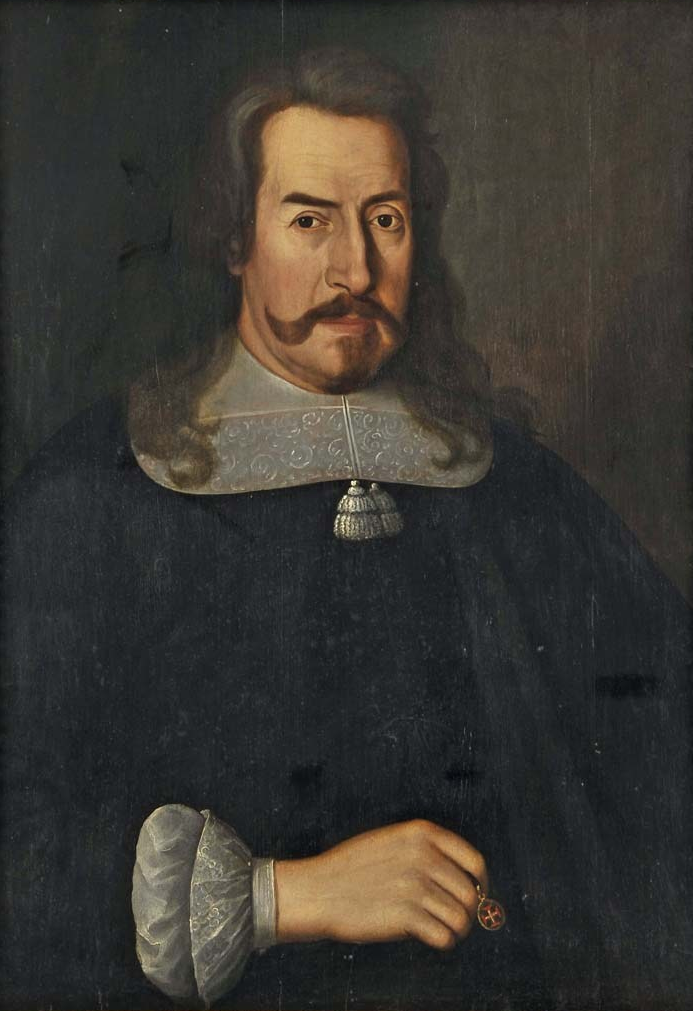
António Luís de Meneses, 1.º Marquês de Marialva

Rodrigo da Cunha, Arcebispo de Lisboa

Os Conjurados foram um grupo nacionalista e patriótico português, nascido clandestinamente na parte final do domínio espanhol sobre Portugal, responsável pelo golpe de Estado do 1.º de Dezembro de 1640 que eliminou a possibilidade do Reino de Espanha se manter em união dinástica com o Reino de Portugal, tornando-se este último um estado independente e soberano em relação a Espanha e ao Mundo.
Era constituído por cerca de cinquenta homens, de quarenta famílias da nobreza, e os restantes do clero e militares, daí também serem conhecidos por Os Quarenta Conjurados ou os Os Quarenta Aclamadores, por estarem envolvidos quarenta brasões. O objectivo da conjuração — lograda com sucesso — era a destituição dos Habsburgos, proclamar e aclamar um rei português tal como aconteceu.
Aquele que ficou reconhecido como tendo sido o grande impulsionador da conspiração foi João Pinto Ribeiro, bacharel em direito canónico cuja jurisprudência anulou o juramento de Tomar por incumprimento de obrigações por parte dos Habsburgos espanhóis. No entanto podemos reconhecer também, como preponderante, que pode ter havido um papel e alguma influência dos jesuítas da província portuguesa, duma forma mais velada, nomeadamente pelo comportamento do Padre António Vieira ou do D. João de Castro ou pela convivência familiar do Doutor D. André de Almada, especialmente sobre determinados fidalgos e que se encontram entre os quarenta. Aqueles nobres portugueses que tinham ficado presos e destituídos de quase tudo no desastre de Alcácer Quibir, mais precisamente seus filhos ou netos órfãos, que nada puderam fazer e lutar contra um diferente destino de Portugal, anos antes, durante a crise dinástica cuja sorte tinha imposto o domínio de um rei castelhano sobre os destinos do Reino de Portugal.
Depois de se ter dado uma nova e a última reunião no palácio de D. Antão de Almada, hoje conhecido como Palácio da Independência por essa razão. A 1 de Dezembro de 1640, Os Conjurados invadiram o Paço da Ribeira onde se encontrava a vice-rainha de Portugal, a Duquesa de Mântua e o seu secretário-geral Miguel de Vasconcelos. 
Perante a invasão, a Duquesa de Mântua escondeu-se num armário e Miguel de Vasconcelos foi "defenestrado" (atirado pela janela) o que lhe causou a morte, e proclamaram rei D. João IV, Duque de Bragança descendente de D. João I, aos gritos de "Liberdade".
O povo e toda a nação portuguesa acorreu logo a apoiar a revolução, Restauração da Independência, e assim, D.Filipe III de Portugal e IV de Espanha, que se encontrava já a braços com uma revolução na Catalunha, não teve como retomar de imediato o poder em Portugal.

## Lista dos Conjurados
(segundo a lista do Padre Nicolau Maia Azevedo, na "Relação de tudo o que passou na felice Aclamação do mui Alto & mui Poderoso Rei Dom João o Quarto...................")
- Afonso de Menezes, Mestre de Sala d’el Rei D. João IV;
- Afonso Mendes, Patriarca da Etiópia de 1622 a 1636;
- Alberto Raposo;
- Álvaro de Abranches da Câmara, General do Minho, do Conselho de Guerra;
- Antão de Almada, 7.º conde de Avranches, 10.º Senhor de Lagares d´El-Rei[1], 5.º Sr. de Pombalinho;
- António de Alcáçova Carneiro, Senhor do Morgado de Alcáçova, Alcaide-Mor de Campo Maior.
- António Álvares da Cunha, 17.º Senhor de Tábua de juro e herdade, e da vila de Ouguela.
- António da Costa, Comendador na Ordem de Cristo, Senhor do Morgado da Mustela;
- Antonio Figueira da Maia;
- António Luís de Menezes, 3º Conde de Cantanhede, 1º Marquês de Marialva;
- António Mascarenhas, Comendador de Castelo Novo na Ordem de Cristo;
- António de Melo e Castro, Capitão de Sofala, Governador da Índia;
- António de Saldanha, Alcaide-mor de Vila Real, irmão de João Saldanha da Gama;
- António Teles de Meneses, 1.º e último Conde de Vila Pouca de Aguiar;
- Antonio do Rego Beliago, filho de João do Rego Beliago[1] (também conjurado);
- Antonio Teles da Silva, Capitão-mor das Naus da Índia, foi Governador-Geral do Brasil,
- Ayres de Saldanha, Comendador e Alcaide-mor de Soure;
- Bartolomeu de Saldanha, irmão de João Saldanha da Gama (também conjurado);
- Padre Bartolomeu da Costa;
- Bento da Mota Gusmão;
- Brás Brandão, Balio de Leça e Prior do Crato[2];
- Carlos de Noronha, Comendador de Marvão, presidente da mesa da Consciência e Ordens[2];
- Estevão da Cunha, Prior de São Jorge em Lisboa, Cónego da Sé do Algarve, Bispo eleito de Miranda;
- Fernão Teles da Silva, 1º Conde de Vilar Maior, Governador das armas da província da Beira;
- Francisco Coutinho, filho de Dona Filipa de Vilhena que o armou Cavaleiro e a seu irmão;
- Fernando Telles de Faro, Senhor de Damião de Azere, de Santa Maria de Nide de Carvalho;
- Francisco de Melo, Monteiro-mor;
- Francisco de Melo, 3º Marquês de Ferreira;
- Francisco de Melo e Torres, 1.º Conde da Ponte, 1.° Marquês de Sande, General de Artilharia;
- Francisco de Noronha, irmão do 3.º Conde dos Arcos;
- Francisco de Sampayo, filho de Manoel de Sampayo, foi Fronteiro-mor, residindo em Villa-Flor[1].
- Francisco de Sousa, 1.º Marquês das Minas e 3.º Conde do Prado;
- Diogo Penteado, Capitão;
- Diogo de Sousa, filho de Fernão de Sousa, Senhor de Gouveia, irmão de Tomé de Sousa e Inquisidor[1];
- Diogo Tovar, Capitão de Cavalos[3];
- Duarte Cunha, filho de Luis Alvares da Cunha (também conjurado)[1];
- Francisco Brandão, filho de carlos Brandão[1];
- Francisco Freire Brandão
- Francisco Maldonado, filho de Miguel Maldonado (também conjurado)[1];
- Francisco Tavares, Alferes, Senhor de Mira, e pai de Gonçalo Tavares e Távora (também conjurado);
- Gabriel da Costa, Licenciado
- Gaspar Clemente, Licenciado.
- Gastão Coutinho, Governador do Minho;
- Gaspar de Brito Freire, Senhor do Morgado de Santo Estevão de Nossa Senhora de Jesus na Baía, Brasil;
- Gaspar Maldonado, filho de Miguel Maldonado (também conjurado);
- Gil Vaz Lobo, Alcaide-mor de Sintra
- Gonçalo de Sampaio
- Gomes Freire de Andrade, Capitão de Cavalos[2];
- Gonçalo Tavares de Távora, Capitão de Cavalos, filho de Francisco Tavares, Senhor de Mira e também conjurado[1];
- Henrique de Mendonça
- Jerónimo de Ataíde, 6.º Conde de Atouguia, filho de Dona Filipa de Vilhena que o armou Cavaleiro e a seu irmão[2];
- João da Costa, 1.º Conde de Soure;
- João Cardoso[2];
- João Rodrigues de Sá e Menezes, 3º Conde de Penaguião[2];
- João de Saldanha da Gama, Capitão de Cavalaria no exercito do Alentejo e foi morto na batalha do Montijo, era Filho de Luiz de Saldanha da Gama[1];
- João de Saldanha e Sousa, Senhor do Morgado de Barquerena, foi Mestre de Campo na batalha do Montijo, Tenente General da Cavalaria na Beira, Governador das Armas de Setúbal, e Deputado da Junta dos três Estados. Era filho de Fernão de Saldanha[1];
- João da Silva do Vale;
- João do Rego Beliago, pai de Antonio do Rego Beliago[1];
- João Ribeiro;
- João Pedro Ribeiro, doutor, foi Desembargador do Paço, Contador-Mor do Reino, Guarda-Mor da Torre do Tombo e Enviado à Corte de Roma ao Papa Inocêncio XI[1];
- João Pereira, Prior de S. Nicolau, Deputado do Santo Ofício.
- João Pinto Ribeiro, Bacharel em Direito Canónico, Juiz de Fora de Pinhel e de Ponte de Lima;
- João Sanches de Baena, do Conselho de Sua Majestade, Desembargador do Paço, Doutor em Cânones[2];
- Jordão de Barros de Sousa, Capitão
- Jorge de Melo, General das galés, do Conselho de Guerra;
- Luís de Almada, filho de D. Antão de Almada;
- Luis Álvares da Cunha, filho de Duarte da Cunha de Azevedo, Morgado dos Olivais;
- Luís da Cunha de Ataíde;
- Fr. Luís de Abreu;
- Luis Alves Banha;
- Luis da Cunha, neto de D. Antão de Almada.
- Luis de Brito Freire, filho de Gaspar de Brito Freire (também conjurado);
- Luis de Loureiro, informador de Mazagão;
- Luis de Mendonça, filho de Pero de Mendonça;
- Luis Gomes de Figueredo, irmão de Rui de Figueredo, também conjurado[1];
- Luís de Mello, Porteiro-mor, pai de Manoel de melo (também conjurado)[1];
- Manuel Child Rolim, filho de D. Francisco Rollim de Moura, XIV Senhor da Azambuja[1];
- Manoel da Costa, Quartanário da Sé;
- Manoel de Azevedo;
- Manoel de Melo, filho de Luís de Melo (também conjurado), foi Regedor das Justiças e Grão-Prior do Crato[1];
- Manoel de Novaes Carvalho;
- Manoel Velho, filho de Duarte Velho, e irmão de Luiz Velho, Almirante da Armada[1];
- Manoel Sampaio, Alferes;
- Marcos Leitão de Lima, Alferes;
- Marcos Antonio de Azevedo, Capitão. Era irmão de Vasco de Azevedo Coutinho, também conjurado, e ambos filhos de Jorge de Azevedo Coutinho, Comendador de Mata de Lobos[1];.
- Miguel da Silva Gregório da Costa
- Martim Afonso de Melo, 2º Conde de São Lourenço, Alcaide-mor de Elvas;
- Miguel Maldonado, Escrivão da Chancelaria-Mor do Reino e filho de Gaspar Maldonado e pai de vários conjurados: Gaspar, Vicente, Francisco e Sebastião[1];
- Miguel de Almeida, 4.º conde de Abrantes;
- Padre Nicolau da Maia Azevedo
- Pantalião Rodrigues Pacheco, inquisidor;
- Nuno da Cunha de Ataíde, 1º Conde de Pontével;
- Paulo da Gama, Senhor do Morgado da Boavista;
- Paulo de Moura
- Paulo de Sá
- Pedro de Abreu Simão Correa da Cunha
- Pedro de Mendonça Furtado, Alcaide-mor de Mourão;
- Rodrigo da Cunha, Arcebispo de Lisboa;
- Rodrigo de Menezes
- Rui de Figueiredo, filho de Jorge de Figueiredo, Senhor de Ota[1].;
- Sancho Dias de Saldanha, Capitão de Cavalos, foi morto em um choque com os espanhóis em 1652[1];
- Sebastião Maldonado, filho de Miguel Maldonado (também conjurado)[1];
- Tomás de Noronha, 3º Conde dos Arcos, Presidente do Conselho de Ultramar, e Camarista do Príncipe D. Theodozio[1].
- Tomé de Sousa, Senhor de Gouveia, Vedor da Casa Real, Trinchante-mor e Mestre-sala;
- Tristão da Cunha de Ataíde, Senhor de Povolide, Comendador de São Cosme de Gondomar;
- Tristão de Mendonça, Capitão de Chaul. Foi o primeiro Embaixador del-Rei aos Estados de Holanda, e General das Armas Portuguesas[1].
- Vasco Coutinho, filho de D. Francisco Coutinho, o Cavaco, serviu na guerra[1];
- Vasco de Azevedo Coutinho, Capitão. Era irmão de Marcos Antonio de Azevedo, também conjurado, e filhos ambos filhos de Jorge de Azevedo Coutinho, Comendador de Mata de Lobos[1];
- Vicente Soares Maldonado, filho de Miguel Maldonado (também conjurado);
- Antonio Mascarenhas, Conde da Azinhaga, Alcaide-Mor de Castelo de Vide, Niza, Castelo Novo e Senhor de Palma. Foi Comendador dos Maninhos na Ordem de Cristo, filho de D. Nuno Mascarenhas[1];
- Jorge de Melo, Monteiro-Mor do Reino, foi General das Galés, e Conselheiro de Guerra. Era filho de Manoel de Mello[1];